# Avicularia diversipes

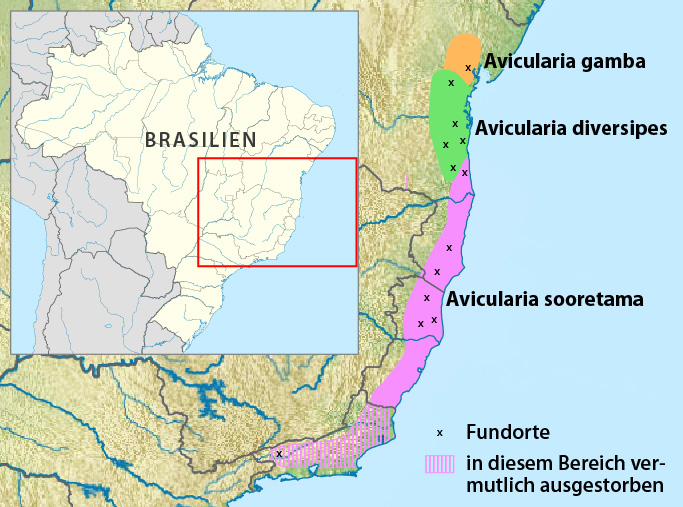

Avicularia diversipes là một loài nhện trong họ Theraphosidae và thuộc chi Avicularia. Loài này phân bố ở Brasil.